# Københavns nye vartegn anno 1952
Københavns nye vartegn anno 1952 er en dansk virksomhedsfilm, der er produceret for Dansk Sojakagefabrik.

## Handling
Denne artikel mangler et handlingsreferat. Hjælp os med at skrive det.